# André Silva Gomes
André Silva Gomes, mais conhecido apenas como André Silva (Rio de Janeiro, 3 de março de 1973), é um auxiliar técnico e ex-futebolista brasileiro que atuava como lateral-esquerdo. Atualmente está sem clube.
Revelado pelo Botafogo, teve passagens por Vasco, Atlético Mineiro, Grêmio e Ponte Preta.

## Carreira
André Silva iniciou carreira no Botafogo, em 1993. fazendo parte do elenco que foi campeão brasileiro em 1995. No ano seguinte se transferiu para o Grêmio, onde conquistou seu bicampeonato brasileiro naquele ano e o título da Copa do Brasil em 1997. Depois disso, se transferiu para a Ponte Preta em 1998, onde foi campeão da Série A2 em 99. No ano de 2000, foi contratado pelo Atlético-MG, onde sagrou campeão mineiro daquele ano, se transferindo em seguida para o Vasco da Gama, onde conquistou seu terceiro título brasileiro, e a Copa Mercosul no mesmo ano. 
Retornou à Ponte Preta e depois passou por Figueirense, Remo, América-RJ e Estácio de Sá, até encerrar a carreira no Duque de Caxias em 2009.
Depois começou sua carreira de treinador como auxiliar técnico de Valdir Bigode, no Campo Grande. Posteriormente foi auxiliar no ADI e no São Pedro, mesmo após a saída de Valdir do comando.

## Títulos
Botafogo
- Campeonato Brasileiro: 1995
- Copa Rio-Brasília: 1996
- Copa Internacional de Futebol Legends: 2019

Grêmio
- Campeonato Brasileiro: 1996
- Copa do Brasil: 1997

Ponte Preta
- Série A2 do Paulista: 1999

Atlético-MG
- Campeonato Mineiro: 2000

Vasco da Gama
- Campeonato Brasileiro: 2000
- Copa Mercosul: 2000

Figueirense
- Campeonato Catarinense: 2002

Remo
- Campeonato Paraense: 2003